# Jagdpanther
O Jagdpanther (em alemão: Pantera-caçadora) foi um dos mais pesados destruidores de tanques utilizados pela Alemanha Nazista durante a Segunda Guerra Mundial, tanto na Frente Oriental como na Frente Ocidental.

## Desenvolvimento
Um projeto de um destruidor de tanques pesado com base no canhão antitanque Pak 43, e o chassi do Panther foi ordenado no final de 1942, como projeto SdKfz 173. O protótipo foi demonstrado pela MIAG em outubro de 1943, antes de ser demostrado a Hitler. A produção começou em janeiro de 1944, e em fevereiro de Hitler especificou o nome mais simples: Jagdpanther, em vez do seu original ("8.8 cm Pak 43/3 auf Panzerjäger Panther").

## Produção e serviço
Um total de 415 Jagdpanthers foram produzidos a partir de janeiro 1944 por três fabricantes: a MIAG produziu 270 a partir de janeiro 1944 até o final da guerra, a Maschinenfabrik Niedersachsen-Hannover (MNH) produziu 112 a partir de novembro de 1944, e a Maschinenbau und Bahnbedarf (MBA) produziu 37 veículos a partir de dezembro de 1944. A produção planejada tinha sido 150 por mês, mas a interrupção na indústria alemã tinha feito isso impossível.
O Jagdpanther foi empregado para serviço em batalhões de antitanques pesados, e serviu principalmente na Frente Oriental. Já na Frente Ocidental, foi utilizado em número menores, como na Batalha da Normandia.

## Exemplares sobreviventes
Três exemplares sobreviventes foram restaurados à condição de uso. Dois se encontram em museus alemães, o Deutsches Panzermuseum em Munster, e outro no Wehrtechnische Studiensammlung, em Koblenz, todos em funcionamento.
A "Fundação SdKfz" no Reino Unido restaurou um Jagdpanther a condições de funcionamento, utilizando dois outros veículos destruídos para restaurá-lo. Um outro exemplar também aguarda por restauração.

## Aparições na mídia
- No filme "They Were Not Divided" (1950) é apresentado um exemplar capturado.
- Pode ser visto também no filme "It Happened Here" (1965).
- Na minissérie Band of Brothers, nos episódios "Carentan" e "Replacements", uma réplica de um Jagdpanther pode ser vista, montada sobre o chassi do T-55, um tanque soviético.[carece de fontes?]